# Bov Sogn
Bov [bɔu̯ʔ] (deutsch Bau) ist eine Kirchspielsgemeinde (dän. Sogn) in Nordschleswig, Dänemark. Die Gemeinde befindet sich unmittelbar an der Grenze zu Deutschland. Bis 1970 gehörte sie zur Harde Lundtoft Herred im damaligen Aabenraa-Sønderborg Amt. 1970 wurde die Gemeinde mit dem Kirchspiel Holbøl (dt. Holebüll) zur Bov Kommune im neu gegründeten Sønderjyllands Amt zusammengefasst. Im Zuge der Kommunalreform zum 1. Januar 2007 ging die Bov Kommune in der „neuen“  Aabenraa Kommune in der Region Syddanmark auf.

## Gemeindegebiet
Das Kirchspiel Bov erstreckt sich in Ost-West-Richtung über 16 km und hat dabei Anteil an sehr verschiedenen Landschaften. Im Westen liegen dünn besiedelte Geeststrecken mit sandigen Böden und zahlreichen Mooren. Der Osten bis hin zur Flensburger Förde ist hingegen von den fruchtbaren Böden des ostschleswigschen Hügellandes geprägt und bietet namentlich im Krusautal und an der Förde ein reizvolles Landschaftsbild. Im Gemeindegebiet lebten am 1. Januar 2025 insgesamt 7898 Menschen.
Im Kirchspielbereich liegen heute:
- der namensgebende Ort Bov (deutsch Bau)
- Bommerlund
- Vejbæk (deutsch Weibek)
- Kragelund (deutsch Kracklund)
- Kruså (deutsch Krusau)
- (Nørre) Smedeby (deutsch Norderschmedeby)
- Kollund
- Fårhus (deutsch Faarhuus und Schafhaus)
- Pluskær (deutsch Pluskjer)
- Frøslev (deutsch Fröslee)
- Frøslev Mark (deutsch Frösleefeld)
- Padborg (deutsch Pattburg)

## Geschichte
Bov ist ein sehr altes Kirchdorf, dessen Name nicht einwandfrei zu erklären ist. Der Sage nach hängt er mit dem Namen Beowulf zusammen. Der Buchstabe „V“ wird bei der dänischen Variante ebenfalls wie in der deutschen Variante als „U“ ausgesprochen. (Früher wurde auch in deutschen Texten das „U“ noch mit dem Buchstaben „V“ dargestellt, was auch bei der Redewendung 'Ein „X“ für ein „U“ vormachen' noch eine Rolle spielt.) Das Kirchspiel Bov gehörte seit frühen Zeiten zur Wiesharde mit den Zentralorten Großenwiehe und Handewitt und kam mit dieser im Mittelalter zum Amt Flensburg. Als Flensburg 1284 Stadtrechte erhielt, wurde ein kleiner Teil vom Kirchspiel Bov für das Stadtfeld abgelegt, welches sonst auf Handewitter Grund lag. Bov lag am Ochsenweg; hier ging der Abzweiger desselben (der krumme Weg) nach Flensburg ab.
Als die Holsteiner im 14. Jahrhundert die Pfandherrschaft über Schleswig erreichten, errichteten sie zum Schutz Flensburgs im Südteil des Kirchspiels die Burg Niehuus (dänisch Nyhus), welche aber im folgenden Jahrhundert wieder zerstört wurde. Während der Zeit der Landesteilungen in Schleswig und Holstein blieb Bov mit dem Amt Flensburg immer bei der königlichen Linie. Im 17. Jahrhundert gründete König Christian IV. östlich von Bov die Krusauer Kupfermühle (dänisch Kobbermølle), einen der frühesten und lange Zeit wichtigsten Industriebetriebe in der dänischen Monarchie. Im Gasthaus des im Norden des Kirchspiels gelegenen kleinen Dorfes Bommerlund wurde der berühmte Bommerlunder erfunden, der aber bald in Flensburg produziert wurde.
Am 9. April 1848 kam es zur Schlacht von Bau, dem ersten großen Gefecht der Schleswig-Holsteinischen Erhebung, bei welcher die dänischen Regierungstruppen die Oberhand über die aufständischen Schleswig-Holsteiner behielten. Allerdings gelang den meisten der Unterlegenen die Flucht nach Rendsburg, wo sie durch neue Bündnistruppen unterstützt wurden. Die Schlacht verlief weitgehend im Bereich des „Krummen Weges“ südlich von Bov und zog sich bis in die Flensburger Neustadt hin. Nach dieser Schlacht ist in manchen Städten (zum Beispiel Kiel) eine Baustraße benannt.
Nachdem Schleswig 1864 an Preußen gefallen war, wurde das Kirchspiel Bau in neun Gemeinden aufgeteilt. Beim in der Gemeinde Bau gelegenen Gasthaus Pattburg (dän. Padborg) entwickelte sich ein Bahnknotenpunkt zwischen der Hauptstrecke Hamburg-Fredericia und einer Nebenbahn von Flensburg nach Sønderborg (dt. Sonderburg), wodurch eine größere Siedlung entstand. Kollund am Nordufer der Flensburger Förde wurde zu einem beliebten Erholungsort.
Bis ins 20. Jahrhundert hinein bestand das Kirchspiel Bau aus den preußischen Landgemeinden Bommerlund, Weibek, Kracklund, Krusau, Norderschmedeby, Bau, Kollund, Kupfermühle und Niehuus. Bei der deutsch-dänischen Grenzziehung 1920 wurde das Kirchspiel Bau geteilt: Die beiden südlichen Gemeinden Niehuus und Kupfermühle (mit Wassersleben) blieben bei Deutschland und im Kreis Flensburg; sie gehörten fortan zum neuen Kirchspiel Flensburg St. Petri (heute gehören sie zur Gemeinde Harrislee). Die übrigen Gemeinden bildeten fortan die dänische Kirchspielslandgemeinde Bov, die um das vom Nachbarkirchspiel Handewitt abgetrennte Frøslev erweitert wurde und zum Amt Apenrade gelegt wurde. Dabei wurde ein Teil der kleinen Streusiedlung Simondys die heute primär zu Handewitt gehört, ebenfalls der Bov Sogn zugeschlagen. Neben Padborg entwickelte sich vor allem Kruså (dt. Krusau) zu einem bis heute wichtigen Grenzhandelsplatz, während die kleineren Wege über die neue Grenze (auch der legendäre Krumme Weg) bald geschlossen und erst 2001 mit dem Schengener Abkommen wieder geöffnet wurden.
1970 wurde das Kirchspiel Bov mit dem Nachbarkirchspiel Holbøl zur Bov Kommune vereinigt. 2007 ging die Grenzkommune in der Aabenraa Kommune auf.

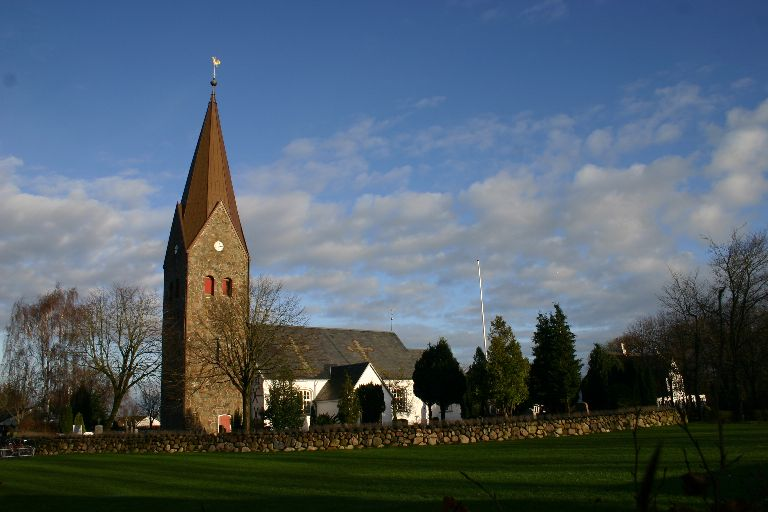
Kirche in Bov

## Sehenswürdigkeiten
- romanische Dorfkirche in Bov
- Heimatmuseum Oldemorstoft in Bov, zugleich ein Ort um den sich mehrere Sagen aus der Gegend um Flensburg ranken
- Kollunder Wald, der bis 2006 der Stadt Flensburg gehörte, mit schönem Buchenbestand, Steilufern und Schluchten
- Krusauer Mühlenteich und abwechslungsreiche Landschaft entlang der Grenze
- Der mittelalterliche Krumme Weg bei Rønsdam
- Durch Bov verläuft der Gendarmstien, ein ehemaliger Kontrollweg, an dem dänische Gendarmen von 1920 bis 1958 an der deutsch-dänischen Grenze patrouillierten
- Industriemuseum Kupfermühle, unmittelbar südlich der Grenze. – Zudem liegt Bov dicht an Flensburg, wo weitere Anzahl von touristischen Sehenswürdigkeiten zu finden sind